# Высоково (Островский район)
Высоково — деревня в Горайской волости Островского района Псковской области.
Расположена на левом берегу реки Синяя, в 31 км к югу от города Остров и в 4 км к югу от деревни Гривы.
Постоянное население по состоянию на 2000 год в деревне отсутствовало.
До 3 июня 2010 года деревня входила в состав ныне упразднённой Синерецкой волости с центром в д.Гривы.